# Szykun smoluch
Szykun smoluch (Aphanus rolandri) – gatunek pluskwiaka z podrzędu różnoskrzydłych i rodziny brudźcowatych.
Osiąga długość od 6 do 8 mm. Czarny z ciemnoczerwonymi bądź pomarańczowymi plamkami u nasady zakrywek.

## Ekologia i występowanie
Owad ten preferuje suche siedliska z cienką warstwą ściółki lub kamieni, ale spotykany jest też miejscach wilgotniejszych i częściowo ocienionych. Zamieszkuje także stanowiska ruderalne. Przypuszczalnie jest wielożerny; jego pokarm stanowią m.in. nasiona, jaja owadów i padlina. Rozród następuje głównie w maju. Na świat przychodzi jedno pokolenie rocznie. Zimują imagines. Na czas hibernacji gromadzą się pod odstającą korą drzew liściastych jak i iglastych.
W obrębie tego gatunku wyróżnia się 4 podgatunki:
- Aphanus rolandri angustulus (Reuter, 1880) – znany z Europy Środkowej, Bałkanów i Syrii[5]
- Aphanus rolandri nitidulus (Reuter, 1885) – znany z Niemiec[5]
- Aphanus rolandri opacus (Reuter, 1885) – znany z Niemiec[5]
- Aphanus rolandri rolandri Linnaeus, 1758 – zamieszkuje Makaronezję, Europę, Afrykę Północną i Azję: od Cypru, Turcji, Kaukazu i Lewantu po Syberię, Turkmenistan i Iran[5]

W Niemczech jest owadem nierzadkim, podczas gdy w Austrii występuje lokalnie.